# Fritz Vanderstuyft
Fritz Vanderstuyft (né le 22 septembre 1854 à Ypres et mort en septembre 1922 à Ostende) est un coureur cycliste belge professionnel de 1893 à 1899. Il participa aux premières classiques, notamment à Paris-Roubaix en 1896. Ses fils Arthur et Léon furent également cyclistes professionnels.

## Palmarès
- 1896
  - 16e de Paris-Roubaix[1]
- 1898
  - 18e de Paris-Roubaix[1]
- 1899
  - 3e du championnat de Belgique sur route[1]
  - 13e de Paris-Roubaix[1]